# Condado de Swisher
O Condado de Swisher é um dos 254 condados do estado norte-americano do Texas. A sede do condado é Tulia, e sua maior cidade é Tulia.
O condado possui uma área de 2 333 km² (dos quais 1 km² estão cobertos por água), uma população de 8 378 habitantes, e uma densidade populacional de 4 hab/km² (segundo o censo nacional de 2000).
O condado foi criado em 1876. É um dos 46 condados do Texas que proibem a venda de bebidas alcoólicas.